# Puerto Madryn (flygplats)
Puerto Madryn är en flygplats i Argentina. Den ligger i den södra delen av landet, 1 100 km sydväst om huvudstaden Buenos Aires. Puerto Madryn ligger 136 meter över havet.
Terrängen runt Puerto Madryn är platt. Närmaste större samhälle är Puerto Madryn, 5,4 km öster om Puerto Madryn. 
Omgivningarna runt Puerto Madryn är i huvudsak ett öppet busklandskap. Runt Puerto Madryn är det ganska glesbefolkat, med 25 invånare per kvadratkilometer.